# Automatic Terminal Information Service
Automatická informační služba koncové řízené oblasti (anglicky: Automatic Terminal Information Service, zkráceně: ATIS) je služba automatického poskytování platných pravidelných informací rádiovým vysíláním přilétávajícím a odlétávajícím letadlům nepřetržitě nebo v určeném časovém intervalu. Vysílání ATIS především zahrnují informace o počasí (zprávu METAR), dráhu v používání, možné způsoby přiblížení a další potřebné údaje (například platné zprávy NOTAM). Znalost těchto informací je pro piloty důležitá k bezpečnému provedení přiblížení a přistání nebo vzletu z letiště.
Poslechem ATIS před příletem k cílovému letišti (anebo před odletem z letiště) piloti šetří čas a zatížení letových řídících. Vysílání ATIS probíhá na vlastní frekvenci, čímž se snižuje zatížení frekvence určené k řízení letového provozu. Za normálních okolností jsou zprávy aktualizovány v pravidelných intervalech. Během význačných změn meteorologických podmínek (postupující atmosférická fronta přes letiště, kontaminace ranveje vodou nebo sněhem, apod.) či změny provozuschopnosti zařízení (např. radionavigačních) nebo samotného letiště, probíhají aktualizace častěji, podle potřeby. V situaci, kdy velmi rychle měnící se podmínky není možné podchytit jednotlivými vysíláními ATIS, se do zprávy ATIS nahraje, že meteorologické informace budou předány při prvním navázání spojení s příslušným stanovištěm letových provozních služeb.
Pro jednoduchou identifikaci zpráv ATIS jsou jednotlivé zprávy značeny po sobě jdoucími písmeny ICAO hláskovací abecedy. Piloti při počátečním (prvním) navázání spojení s přibližovací nebo letištní službou řízení potvrdí označení poslechnuté ATIS zprávy a tím si vzájemně ověří znalost aktuálních informací. Sousedící letiště mají obvykle rezervovánu určitou skupinu po sobě jdoucích písmen ICAO abecedy, čímž se zamezuje případné záměny zprávy ATIS jednoho letiště se sousedícím. Informace z jedné zprávy se vždy musí vztahovat jen k jednomu letišti.

## Jak se tvoří ATIS
Řídící letového provozu nebo operátor ATIS vytvářejí zprávy ATIS pomocí počítačového softwaru, do kterého jsou data vkládána manuálně nebo automaticky. Manuální vkládání informací probíhá přímo přes terminál ATIS, který je většinou umístěn v budově řízení letového provozu. Automaticky mohou být data získávána ze zpráv letecké pevné telekomunikační sítě [nedostupný zdroj] nebo z AWOS/ASOS (automatických letištních meteorologických stanic). 
ATIS může být vysílán hlasově na frekvencích VKV (Hlasový ATIS) nebo pomocí datového spoje systémem ACARS (Data link ATIS). 
Hlasový ATIS vzniká počítačovým převodem textu, který má být vysílán. Tím je ušetřeno neustálého předčítání a nahrávání nových zpráv člověkem. Pro získání vyšší srozumitelnosti vysílání je na některých letištích generování syntetického hlasu nahrazeno databází člověkem namluvených slov.
I přes sofistikované systémy může být pro některé piloty porozumění hlasovému vysílání ATIS obtížné, buď z jazykového nebo časového důvodu. Proto se na některých letištích zavádí vysílání ATIS pomocí datového spoje, tzv. D-ATIS (občas také dATIS nebo DATIS). To vedle analogového Hlasového ATIS přináší výhodu zobrazení téže zprávy v textové podobě na displeji palubních počítačů (jako jsou EFB nebo FMS) .

## Struktura zprávy ATIS
Zprávy jsou většinou vysílány jen v anglickém jazyce. Některá letiště poskytují ATIS zároveň i v místním jazyce. Pro zjednodušení obsahují všechna hlášení ATIS, na celém světě, následující prvky informací v uvedeném pořadí:
1. název letiště;
2. označení pro přílety a/nebo odlety
3. označení zprávy písmenem ICAO hláskovací abecedy;
4. čas pozorování, je-li vhodné (v letectví se vždy užívá UTC);
5. druh očekávaného (očekávaných) přiblížení (ILS, NDB/DME, VOR, vizuální přiblížení, apod.);
6. dráhu (dráhy) v používání;
7. význačné podmínky povrchu dráhy a je-li vhodné, brzdící účinek;
8. předpokládané zdržení vyčkáváním, je-li vhodné (např. pro přilétávající letadla při úklidu dráhy);
9. převodní hladinu;
10. jiné nezbytné provozní informace;
11. Čas vydání zprávy METAR
12. směr a rychlost přízemního větru, včetně význačného kolísání;
13. (*)dohlednost a je-li dostupná, RVR;
14. (*)současné počasí;
15. (*)oblačnost pod 1500 m (5000 stop) nebo pod nejvyšší minimální sektorovou výškou, je-li vyšší; bouřkové oblaky (Cumulonimbus); věžovité kumuly; nelze-li oblohu rozeznat, vertikální dohlednost, když je k dispozici;
16. teplota vzduchu;
17. teplota rosného bodu;
18. nastavení výškoměru;
19. všechny dostupné informace o význačných meteorologických jevech v prostorech přiblížení a počátečního stoupání, včetně střihu větru a informace o minulém počasí provozního významu;
20. přistávací předpověď TREND, je-li k dispozici; a
21. vymezené instrukce ATIS.

(*)mohou být nahrazeny kódovým slovem CAVOK (Cloud and visibility OK).

## Ukázka hlasového ATIS

### ATIS z letiště Schiphol Amsterdam
This is Schiphol arrival information Kilo.
Zpráva je určená pro přilétávající letadla na letiště Amsterdam Schiphol, označení zprávy písmenem ICAO hláskovací abecedy (Kilo).
Main landing runway 18 Right.
Hlavní dráha na přistání (dráha 18 pravá).
Transition level 50.
Převodní hladina (nejnižší použitelná letová hladina).
Two zero zero degrees, one one knots
Magnetický směr větru z azimutu 200 stupňů (z jiho-jihozápadního směru), průměrná rychlost 11 uzlů.
Visibility 10 kilometres.
Dohlednost je 10 km nebo více (dohlednost v letectví se vždy uvádí v metrech nebo kilometrech, viz ICAO Annex 5, popř. jeho česká podoba - Letecký předpis L5 ).
Few 1300 feet, scattered 1800 feet broken 2200 feet.
Výška a množství oblačnosti nad letištěm, měřeno od referenční výšky letiště - skoro jasno (Few) 1300 stop nad letištěm, polojasno (Scattered) 1800 stop, oblačno až skoro zataženo (Broken) 2200 stop. Poznámka: Bouřkové oblaky (Cumulonimbus) jsou v ATIS uvedeny zvlášť, viz METAR.
Temperature 15, dewpoint 13.
Teplota vzduchu 15 °C, rosný bod 13 °C.
QNH 995 hectopascal.
Atmosférický tlak vztažený ke střední hladině moře 995 hektopascalů.
No Significant change.
Není očekávána žádná významná změna počasí.
Contact Approach and Arrival callsign only.
Pilot řízeného letu se musí ladit na frekvenci stanoviště, které má na starost řízení letového provozu v daném vzdušném prostoru. Vzhledem k hustému provozu kolem velkých letišť, je vzdušný prostor nad těmito letišti rozdělen na menší části. Aby pilot nemusel při příletu na tato letiště hlásit všechny informace znovu každému řídícímu zvlášť a tím zvyšoval zatížení frekvence a řídících, lze pilotům nařídit, aby při příletu na stanoviště (v tomto případě Approach a Arrival) hlásit pouze svůj volací znak. Řídící jednoho letiště zpravidla využívají jeden přehledový systém, takže další identifikace letadla není nutná.
End of information Kilo.
Konec zprávy, s označením zprávy písmenem ICAO hláskovací abecedy (Kilo).
Pro více informací ohledně počasí v letectví přejděte na METAR.

### ATIS z letiště Vancouver International
Vancouver International information Bravo one three five five Zulu weather. Wind three zero zero at eight, visibility five. Five hundred few, one thousand two hundred scattered, ceiling three thousand overcast, temperature one five, dew-point eight. Altimeter two niner eight seven. IFR approach is ILS or visual, runway two six left and runway two six right. Simultaneous parallel ILS approaches in use. Departures, runway two six left. GPS approaches available. VFR aircraft say direction of flight. All aircraft read back all hold short instructions. Advise controller on initial contact that you have Bravo. 
Přeloženo do volné řeči:
Vancouver International Airport, ATIS informace Bravo vydaná ve 13:55 UTC. Magnetický směr větru ze 300 stupňů (~severozápadně), rychlost 8 uzlů. Dohlednost 5 kilometrů. Skoro jasná oblačná vrstva ve výšce 500 stop, polojasná oblačná vrstva ve výšce 1200 stop a zatažená oblačná vrstva ve výšce 3000 stop nad letištěm. Teplota vzduchu je 15 °C, rosný bod je 8 °C. Výškoměr nastavit na 29.87 inHg (atmosférický tlak v letectví může být vyjádřen v hektopascalech nebo palcích rtuťového sloupce). Možné přístrojové (zařízení v provozu je ILS) i vizuální přiblížení k přistávacím drahám 26 levá a 26 pravá (paralelní přistávací dráhy). Varování souběžné funkce paralelních ILS. Vzletová dráha je 26 levá. Je možné využít GPS přiblížení. Piloti letící podle pravidel letu za viditelnosti, nechť ohlásí směr plánovaného letu. Piloti všech letadel jsou nuceni potvrzovat porozumění příkazů zpětným přečtením. Nakonec instrukce pro piloty, aby při počátečním navázáním spojení s řídícím ohlásili přijetí ATIS informace Bravo.

### ATIS z letiště Praha/Ruzyně
Good morning Ruzyně ATIS information Quebec, 1000, ILS aproach, runway in use 24, transition level 50. METAR Praha issued at 1000, wind 070 degrees 4 knots, visibility 10 kilometers or more, broken 3 thousand 6 hundred feet, temperature 11, dewpoint 3, QNH 1022 hektopascals, NOSIG. You have received ATIS information Quebec.
Přeloženo do volné řeči:
Dobré ráno, Ruzyně ATIS informace Quebec. Vydáno v 10.00 UTC. V provozu přístrojové přiblížení ILS, dráha v používání je 24. Nejnižší použitelná letová hladina je 50. METAR Praha vydán v 10.00 UTC: východo-severovýchodní vítr (ze směru 70 stupňů) o rychlosti 4 uzlů, dohlednost je 10 km nebo více, nejnižší oblačná vrstva ve výšce 3600 stop nad letištěm, množství oblačnosti oblačno až skoro zataženo, teplota vzduchu 11 °C, rosný bod 3 °C, výškoměr nastavit na 1022 hPa, není očekávána žádná významná změna počasí. Obdrželi jste ATIS informaci Quebec.
Aktuální ATIS si lze poslechnout v okolí letiště Praha/Ruzyně na frekvenci 122,150 MHz v anglickém jazyce nebo na telefonním čísle 00420 220 378 300  Archivováno 3. 5. 2017 na Wayback Machine.

### ATIS z letiště Karlovy Vary
Good afternoon Karlovy Vary ATIS information Mike, 1030, NDB DME approach, runway in use 11, transition level 50. Local VFR traffic over airport LKTO to FL 065. METAR Karlovy Vary issued at 1030, wind variable 4 knots, visibility 10 kilometers or more, scattered 4 thousands 6 hundred feet, temperature 9, dewpoint minus 1, QNH 1021 hektopascals. You have received ATIS information Mike.
Přeloženo do volné řeči:
Dobré odpoledne, Karlovy Vary ATIS informace Mike. Vydáno v 10.30 UTC. V provozu přístrojové přiblížení NDB/DME, dráha v používání je 11. Nejnižší použitelná letová hladina je 50. Místní VFR provoz nad letištěm Toužim do letové hladiny 65. METAR Karlovy Vary vydán v 10.30 UTC: proměnlivý směr větru o rychlosti 4 uzlů, dohlednost je 10 km nebo více, nejnižší oblačná vrstva ve výšce 4600 stop nad letištěm, množství oblačnosti polojasno, teplota vzduchu 9 °C, rosný bod -1 °C, výškoměr nastavit na 1021 hPa. Obdrželi jste ATIS informaci Mike.
Aktuální ATIS si lze poslechnout v okolí letiště Karlovy Vary na frekvenci 127,640 MHz nebo na telefonním čísle 00420 353 239 798. Vysílání je pouze v anglickém jazyce. 

## Aktuální ATIS
Aktuální ATIS si lze poslechnout na frekvencích nebo veřejných telefonních číslech publikovaných v AIP daného letiště, anebo si je lze v textové podobě nalézt na internetu, jako například zde:
| Adresa                                                                | Poznámky |
| --------------------------------------------------------------------- | --- |
| http://ibs.rlp.cz/home.do                                             | ATIS českých mezinárodních letišť (Praha/Ruzyně, Brno/Tuřany, Ostrava/Mošnov a Karlovy Vary/Olšová Vrata).                                                                    |
| https://web.archive.org/web/20120525203926/http://worldaerodata.com/  | Frekvence vysílání ATIS daného naleznete v podrobných informacích o letišti (rozkliknutím na mapě nebo zadáním mezinárodního ICAO kódu letiště do vyhledávače v horní liště). |
| https://web.archive.org/web/20120511002715/http://www.rwy34.com/atis/ | ATIS z australských letišť. |
| http://www.javiation.co.uk/vu.html                                    | Frekvence vysílání ATIS letišť Velké Británie. |
| http://dxinfocentre.com/airportinfo.htm                               | Frekvence vysílání ATIS kanadských letišť. |